# Eduardo Olímpio
Eduardo Olímpio (Alvalade do Sado, 24 de Janeiro de 1933), de seu nome completo Eduardo Olímpio Espada é um poeta e prosador português. Depois de um longo período de "experimentador de profissões" (sic), de onde se destacam as de caixeiro, livreiro, tradutor e editor, dedica-se à escrita a tempo inteiro, sendo autor de prosa e poesia.   

## Obras

### Poesia
- As Esmolas do Mendigo, Ed. Autor, 1954
- Enlouqueço Amanhã, Ed. Autor, 1964
- O Franco Atirador, Ed. Autor, 1965
- Uma Porta para o Alentejo, A. M. D. Beja, 1980
- Como quem leva ao ombro a vida toda, Ed. Caminho, 1983
- Memória Arável, Universitária Editora, 2000

### Ficção
- Às Cavalitas do Tempo, crónicas, Prelo Editora, Lisboa, 1974
- Um Girassol chamado Beatriz, crónicas, Prelo Editora, 1975, Didáctica Ed., 1980, Lisboa
- António dos olhos tristes, novela, Prelo Ed.1975; Didáctica Editora, 1980; Editorial  Caminho, 1989; Ed. O Escritor, 1996; Lisboa
- A menina da carreira de Manique, crónicas, Ed. Maria da Fonte, 1978, Lisboa
- Éramos oito na Pensão Celeste, romance, Ed. O Escritor, 1994, Lisboa
- Dava respostas lindas, contos, Ed. O Escritor, 1997, Lisboa
- Moça querida, contos, Ed. O Escritor, 2005, Lisboa
- António dos Olhos Tristes / Um Girassol Chamado Beatriz, Ed. Colibri, 2023, Lisboa

### Infantis
- O gato Tarzan, contos, Prelo Editora, Lisboa, 1974, Lisboa
- Ternura, memórias, Ed. Maria da Fonte, 1978, Lisboa
- A Senhora Dona Casa e o Senhor Automóvel, conto, Plátano Editora, 1980, Lisboa
- O comboio do Estoril, poesia, Plátano Editora, 1980, Lisboa

### Livros colectivos
- Cadernos Encontro, Edições Casa Trigo, 1968, S. Tiago do Cacém
- Escora 1, Coord. José Matos Cruz, Coimbra, 1969
- Silêncio é que não, poesia, Ed. autores, 1975, Lisboa
- 4 poetas sem passaporte, poesia, Ed. Fonseca Vaz, Lisboa, 1975
- O Despertar, poesia, Ed. Autores, 1976, Lisboa
- O Fingidor, Poesia e Prosa, Ed. MIC,1977, Estoril

### Colaboração avulsa
- JORNAIS:

A Planície, Moura; Diário do Alentejo, Beja; Imenso Sul, Évora; Diário Popular, Lisboa; Diário de Lisboa, Lisboa; Diário de Notícias, Lisboa; República, Lisboa; A União, Angra do Heroísmo, entre outros.
- REVISTAS:

Cadernos do Meio-Dia, Faro; Colóquio Letras, Lisboa; Ínsula, Angra do Heroísmo; Sílex, Lisboa; O Escritor, Lisboa; Sol XXI, Carcavelos; Sirgo, Castelo Branco, Alentejo, entre outras.
- ANTOLOGIAS / DICIONÁRIOS:
  - "20 Anos de Poesia Portuguesa do Pós-Guerra (1945/1985)", Ed. Ulisseia, Lisboa, 1965
  - "O Nosso Amargo Cancioneiro", Ed. Paisagem, Porto, 1969
  - "Poesia 70", Ed. Inova, Porto, 1970
  - "Poesia 71", Ed. Inova, Porto, 1971
  - "800 Anos de Poesia Portuguesa", Círculo de Leitores, Lisboa, 1973
  - "12 Poemas para Vasco Gonçalves", Ed. Inova, Porto, 1975
  - "Soldado de Abril", Ed. Frase, Lisboa, 1977
  - "Ao que isto chegou", teatro, Ed. Estampa, Lisboa, 1977
  - "Brincar também é poesia", Plátano Editora, Lisboa 1980
  - "Antologia de Poetas Alentejanos", Ed. Câmara Municipal de Vila Viçosa, 1984
  - "Contos", Ed. Caminho, Lisboa, 1985
  - "Este rio de 4 afluentes", Ed. Património XXI, Carcavelos, 1988
  - "O Desporto na Poesia Portuguesa", Ed. Sindicato Bancários Sul e Ilhas, Lisboa, 1989
  - "Poetas escolhem Poetas", Ed. Lello e Irmãos, Porto, 1992
  - "Cântico em honra de Miguel Torga", Ed. Fora do Texto, Coimbra, 1996
  - "Contoário Cem", Ed. O Escritor, Lisboa, 1997
  - "100 anos de Frederico Garcia Lorca", Universitária Ed., Lisboa 1998
  - "Antologia de Poesia Erótica", Universitária Ed., Lisboa 1999
  - "Millenium, 77 vozes de Poetas Portugueses", Universitária Ed. Lisboa, 2002
  - "Peuples et Poèmes", Universitária Ed., Lisboa 2003
  - "Em busca de Natal", Ed. Pássaro de Fogo, Lisboa, 2006
  - "Neruda, Cem Anos Depois", Universitária Ed., Lisboa 2004
  - "Homenagem a Eugénio de Andrade", Ed. Fólio/1º de Janeiro, Porto, 2004
  - "De palavra em punho", Ed. Campo das Letras, Porto, 2004
  - "Leiamos", Ed. O Escritor, Lisboa, 2006
  - "Nova Enciclopédia Portuguesa", Ed. Ediclube, Lisboa, 1991
  - "Pequeno Dicionário de Autores Portugueses", Ed. Amigos do Livro, Lisboa, 1983
  - "Dicionário Cronológico de Autores Portugueses", vol. VI, I.P.L.B., Lisboa, 2001
  - "Dicionário Internacional da Lusofonia", C.P.L.P., Pontevedra, Espanha, 2007
  - "Abril, 40 anos", Associação Portuguesa de Escritores, Lisboa, 2014